# Bordeaux-Pau
Bordeaux-Pau est une course cycliste d'un jour disputée en 1938 et 1939.

## Palmarès
| Année | Vainqueur          | Deuxième          | Troisième       |
| ----- | ------------------ | ----------------- | --------------- |
| 1938  | Sylvain Marcaillou | Julian Berrendero | Gabriel Hargues |
| 1939  | Antonio Prior      | Antonio Bertola   | Lucien Weiss    |